# Жан Декур
Жан Декур (фр. Jean de Court; 1530 рік, Лімож — 1584 рік, Париж) — художник з розпису емалі Ліможа і олійного живопису, який був офіційним портретистом монархів Шотландії і Франції.

## Біографія
Жан Декур народився у Ліможі в 1530 році в  родині художників з розпису емалі. Представники династії Декур на південному заході Франції протягом кількох поколінь творили у майстерні розписи відомої  емалі Ліможа. У 1567 році Жан був записаний як  придворний художник Мері, Королеви Шотландії. Невідомо,чи супроводжував її до Шотландії. Дійсно, що він здійснив поїздку в Англію близько 1565 року і в 1566 та 1567 роках визначив себе камердинером королеви. Відомі два листи Жана Декура на адресу 1-го барона Берглі Вільяма Сесіль, великого скарбника Англії, датується 1570 та 1571 роками, в якому він представляє себе живописцем  Карла IX. У 1574 році він офіційно взяв на себе функцію офіційного художника-портретиста придворних. Його син Чарльз Декур замінявпізніше його. Таким чином, він з'являється в королівських рахунках у 1578, 1580 та 1584 роках і, ймовірно, зникає наступного року У 1572 році художник перейшов на посаду художника короля при дворі її зятя Карла IX Французького. Жан Декур написав у 1574 році портрет Генріха III, короля Франції. Наразі портрет знаходиться у Версальському палаці. Жан Декур — автор портрета герцога Анжуйського.

## Галерея

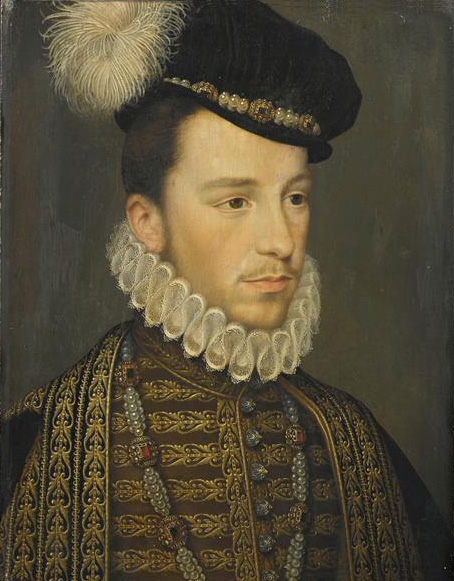
Henry III of France, now at the Musée Condé in the Château de Chantilly
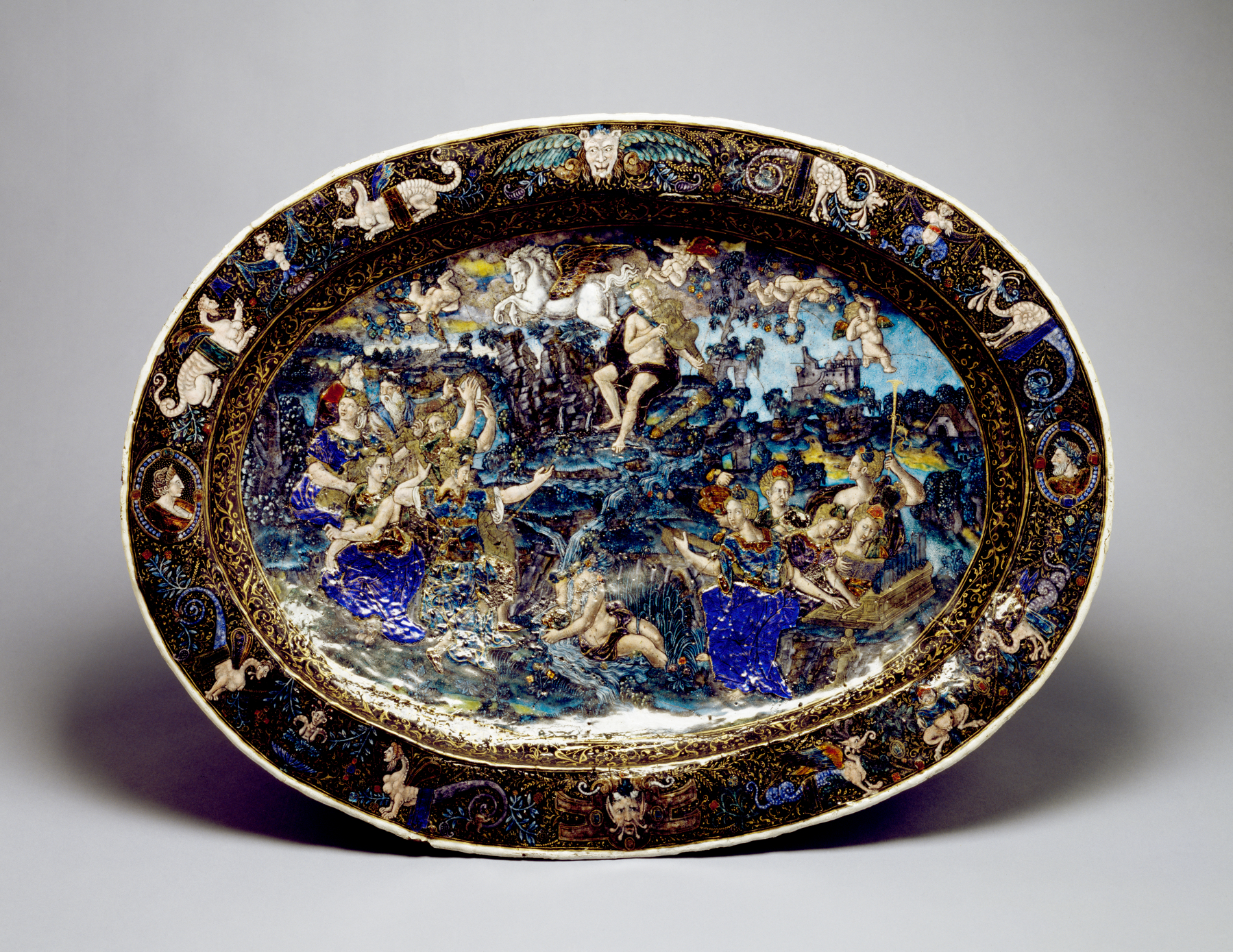
Enamel painting: Apollo and the Muses by Jean de Court
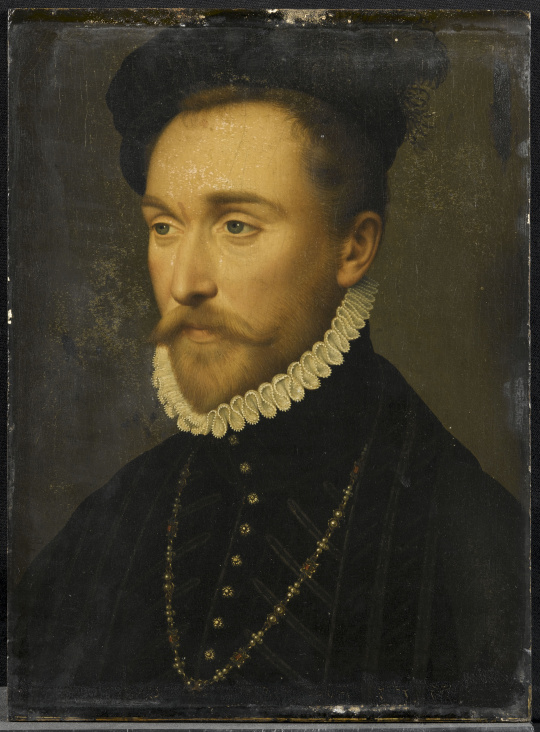
Albert de Gondi, now at the Musée Condé
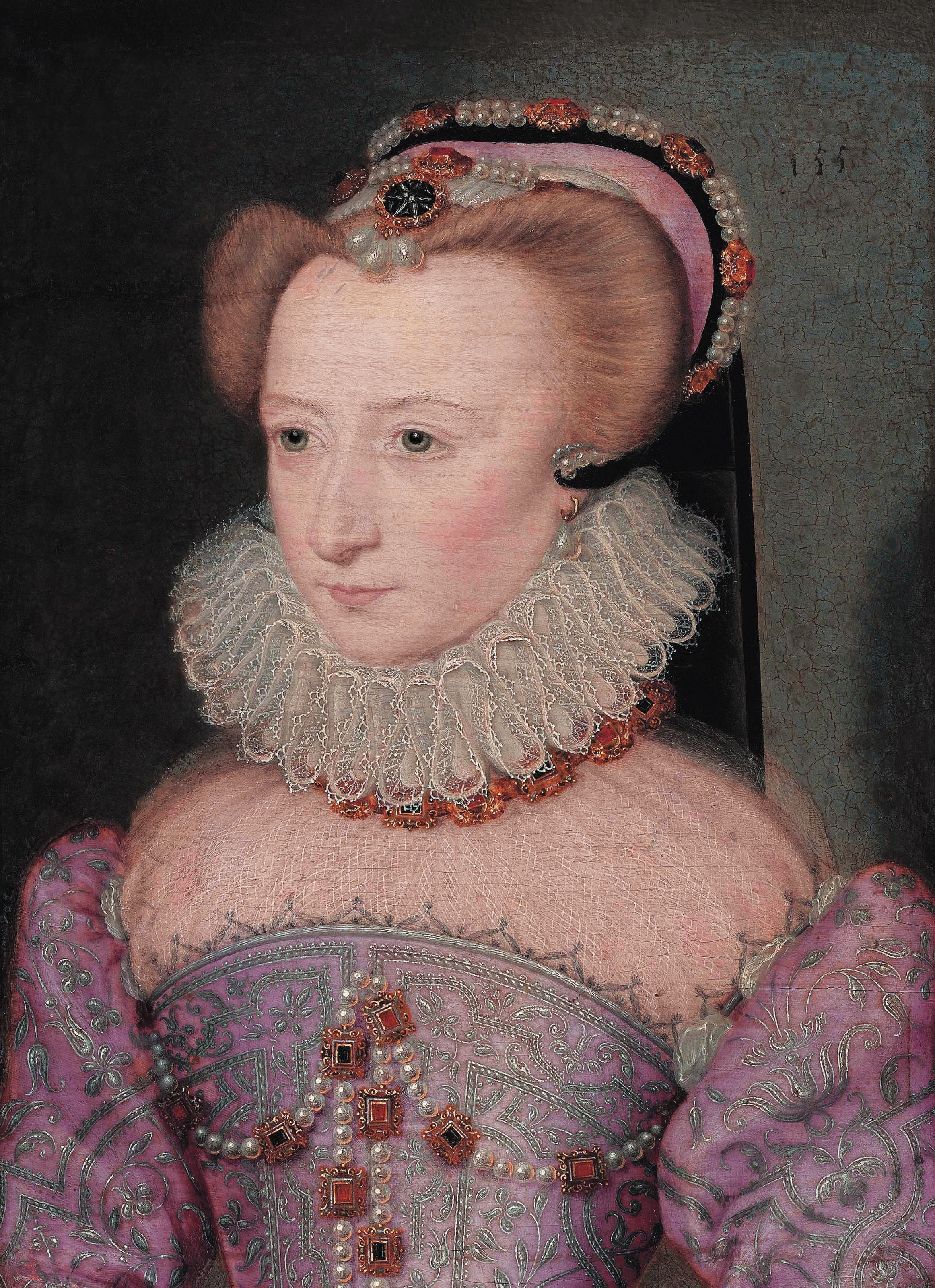
Portrait of a lady, traditionally identified as Louise de Lorraine (1553-1601)